# Сююрю-Кая (печера)
Печера Сююрю-Кая (КН 179-2) — найбільша корозійно- гравітаційна шахта Криму, знаходиться на Ай-Петринському масиві в сідловині між Сююрю і Седамом (Бахчисарайський район). Протяжність — 115 м, глибина — 100 м, площа — 75 м², об'єм — 6000 м³, висота входу близько 560 м, категорія складності — 2А.
Походження печери гравітаційне, тобто це — звичайна тріщина, що утворилася при сповзанні відторженця Сююрю-Кая від масиву Седам-кая.
Вхід до неї розташований у потужному глибовому розвалі, в основі гравітаційного відторженця Сююрю-Кая на північному схилі масиву, в долині р. Коккозка. Порожнина закладена по розкритій тріщині відсідання, складається з трьох внутрішніх колодязів і шахт глибиною 20, 35 і 35 м, стіни яких місцями прикрашені натіканнями. 

Закладена в масивних верхнеюрських вапняках. Дуже каменепадна, небезпечна для відвідування. На проміжних уступах, у тріщинах в стінах і на дні — скупчення брил вапняку. Води немає.
Відкрито і досліджено в 1963 р. Комплексною карстовою експедицією АН УРСР (кер. Г. С. Пантюхін).

## Ресурси Інтернету
- Перелік класифікованих печер
- Печера Сююрю-Кая

## Виноски
1. ↑  Перелік класифікованих печер